# Base Antàrtica Gabriel de Castilla
La base antàrtica Gabriel de Castilla és una de les dues bases que té Espanya a la regió de l'Antàrtida. Està situada en l'illa Decepció, a l'arxipèlag de les illes Shetland del Sud. Les coordenades són 62° 58′ 38″ S, 60° 40′ 33″ O / 62.97722°S,60.67583°O. Es troba a 1 km de la base argentina Decepción.

## Història
A la fi de 1989 i principis de 1990 es va instal·lar a l'illa Decepció el llavors refugi militar Gabriel de Castilla, per donar suport als treballs de recerca i aixecaments topogràfics que allí s'estaven realitzant en aquest moment. La base està gestionada per la Divisió d'Operacions de l'Estat Major de l'Exèrcit de Terra que, així mateix, organitza i dirigeix la campanya, sent coordinada aquesta, quant a recerca científica es refereix, pel Comitè Polar Espanyol i únicament roman ocupada durant l'estiu austral.

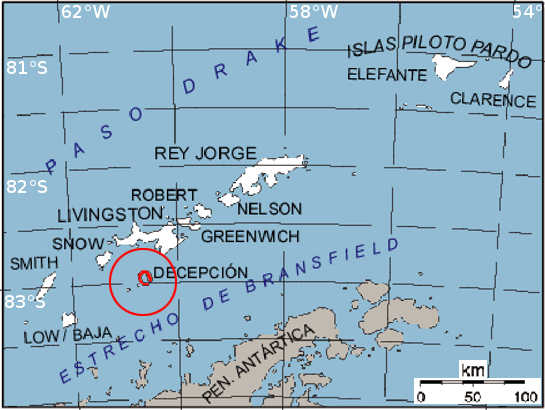
Ubicació de l'illa Decepció.

El suport logístic i de manteniment ho realitza des de 1991 el buc de recerca oceanogràfica Hespérides (A-33) recolzat pel BIO Las Palmas, tots dos de l'Armada espanyola, encara que el Las Palmas s'espera que sigui substituït per un buc d'acció marítima (BAM) modificat a aquest efecte.

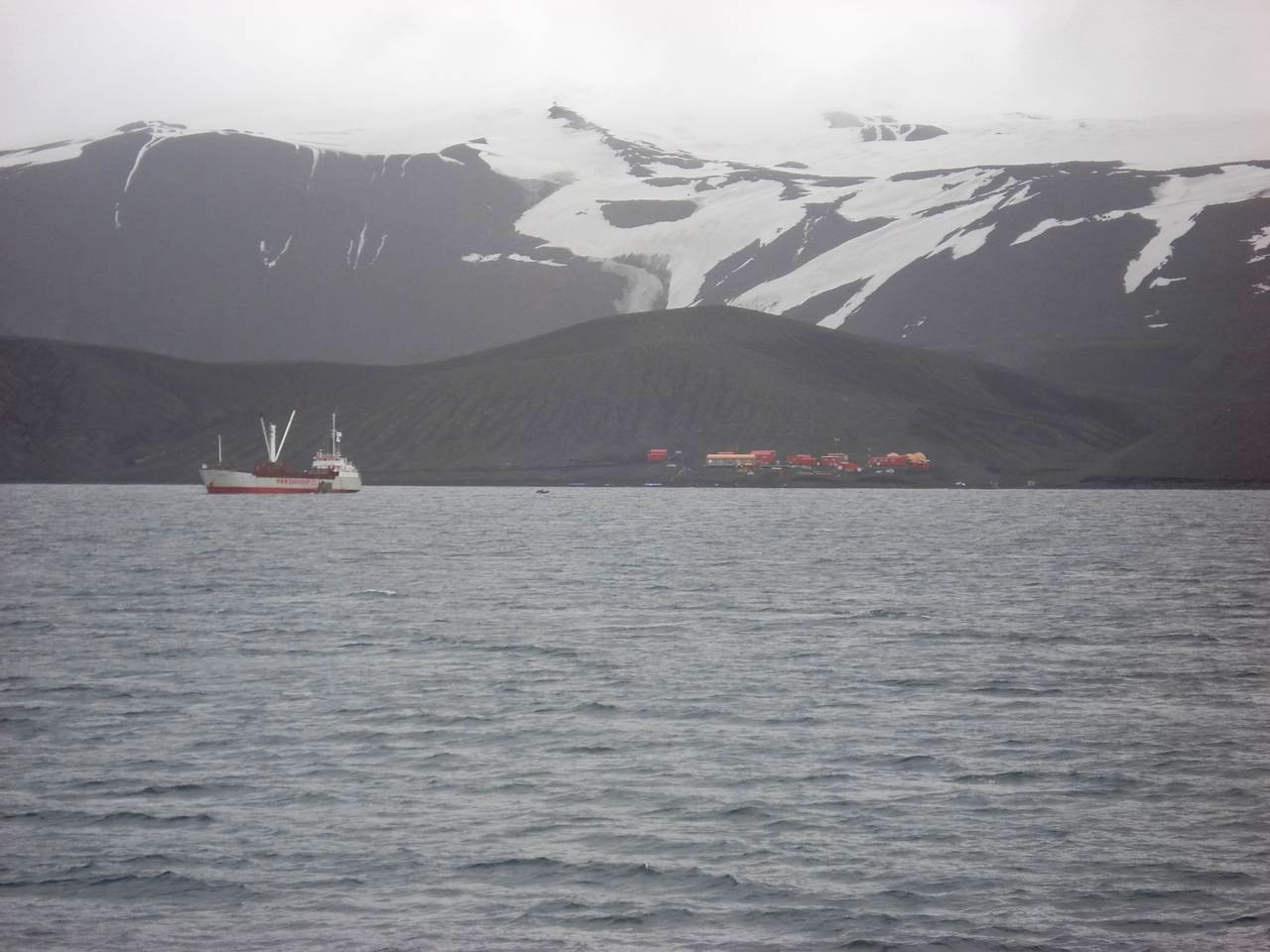
Vista general de la Base (2009).

S'usa la base per realitzar nombrosos estudis científics, tant biològics com a geològics, climatològics, etc.
El seu nom es deu a Gabriel de Castella, navegant i explorador espanyol al que se li atribueix el descobriment de l'Antàrtida a principis del segle xvii.

## Flora i fauna
Les aigües que envolten al territori, en ser fredes i no obstant això, en la profunditat, trobar-se sobre el punt de congelació, són extraordinàriament riques en fauna: bentos (esponges antàrtiques), artròpodes i crustacis, mol·luscs, cetacis, foques, pinnípedes; les aigües abissals, no congelades, contenen una extraordinària fauna, que des d'inicis del segle xxi s'ha anat descobrint; per exemple, peixos la sang dels quals i altres humors posseeixen substàncies anticongelants orgàniques. Els animals principals són: la foca lleopard, foca de Weddell, cranc, lleó marí, estercoràrid, petrel, cormorà, colom antàrtic, etc. Però el més destacat és el pingüí, amb més de mig milió d'exemplars habitant a l'illa durant l'estiu antàrtic.